# Paradelphomyia sierrensis
Paradelphomyia sierrensis là một loài ruồi trong họ Limoniidae. Chúng phân bố ở miền Tân bắc.